# Die Forsyte Saga (Fernsehserie, 1967)
Die Forsyte Saga ist eine 1966 entstandene, 26-teilige britische Fernsehserie über eine englische Oberschichtfamilie, deren vier Generationen im Fokus eines knappen halben Jahrhunderts umfassender Handlung steht. Die drei zentralen Charaktere werden von Eric Porter (als Soames), Nyree Dawn Porter (als seine Frau Irene) und Kenneth More (als junger Jolyon) verkörpert. Regie führten David Giles und James Cellan Jones. Die Kritik, wie beispielsweise in Das große Personenlexikon des Films, lobte neben der Machart vor allem die Besetzung in einer „superb aufbereiteten Adaption“ von John Galsworthys gleichnamigem Roman, die anlässlich dessen 100. Geburtstags produziert wurde.

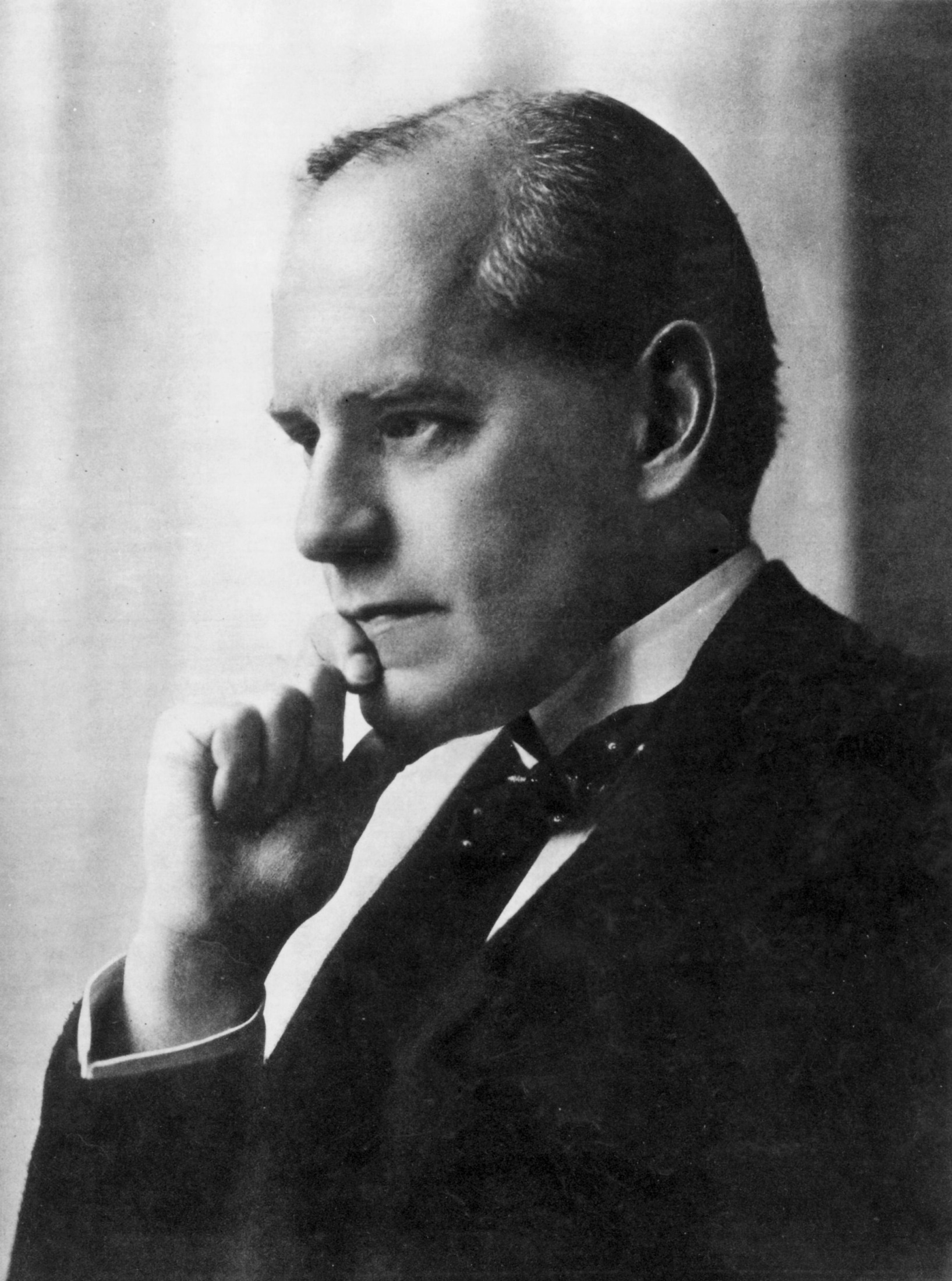
Verfasste die Romanvorlage: John Galsworthy (1867–1933)

## Handlung
Die Familiensaga der Forsytes, einer angesehenen und wohlhabenden britischen Kaufmannsfamilie, beginnt im Jahre 1879 und endet (anders als im Roman, der die Chronik 1921 abschließt) 1926.
Die großbürgerliche Kaufmannsfamilie Forsyte hat sich im ausgehenden viktorianischen Zeitalter im gehobenen britischen Bürgertum einen guten Namen gemacht. Es gibt mehrere Familienzweige der Forsytes, angeführt von James Forsyte und dem alten Jolyon Forsyte. Dessen Sohn, der junge Jolyon, ist ein lebenslustiger, charmanter „Windhund“, der es mit Konventionen nicht allzu genau nimmt und dadurch nicht unbedingt von allen geschätzt wird. James Forsytes Sohn Soames wiederum, ein Rechtsanwalt, ist das genaue Gegenteil: Ein auf Konventionen höchsten Wert legender, stocksteifer Vertreter seiner Klasse. Der alte Jolyon kann ihn deshalb nicht ausstehen, und auch die Chemie zwischen Soames und dem jungen Jolyon ist alles andere als gut, zu verschieden sind ihre Charaktere. Soames’ Schwester Winifred, die mit dem leichtsinnigen Montague Dartie verlobt ist, dessen Ehefrau sie später werden wird, ist die einzige Personen, die einen guten Draht zu Soames besitzt. Zu der ältesten Generation der Forsytes zählt schließlich auch noch die unverheiratet gebliebene Ann Forsyte.
Erste Risse im Familienclan der Forsyte zeigen sich, als die beiden Patriarchen James und Jolyon senior gestorben sind. Der junge Jolyon ist mit Frances Forsyte verheiratet und Vater einer Tochter namens June. Er beginnt eine Affäre mit der Erzieherin seiner Tochter, was auf heftige innerfamiliäre Ablehnung stößt und schließlich zum Bruch mit dem Soames-Zweig der Familie führt. Jolyon verlässt sein Familienumfeld, um mit seiner Geliebten Helene Hill zu leben. Von allen Geldquellen der Forsytes abgeschnitten, versucht sich der Lebenskünstler als Maler zu verdingen – mit eher durchwachsenem Erfolg. Nachdem seine Gattin bei einem Reitunfall ums Leben gekommen ist, heiratet er Helene und bekommt mit ihr zwei Kinder, Jolyon Forsyte III, zumeist kurz „Jolly“ genannt, und Holly.
Soames Forsytes Lebensweg ist von klaren Konturen und Karrierezielen bestimmt. Er ist ein durch und durch rationaler und gefühlskalter Mensch. Eines Tages begegnet er der mittellosen Musiklehrerin Irene Héron und ist von ihr wie elektrisiert. Erstmals empfindet der stocksteife Rechtsanwalt so etwas wie Gefühle. Obwohl sich Irene von seiner kühlen und herrischen Art abgestoßen fühlt, gibt sie schließlich seinem Werben nach und wird als Irene Forsyte Soames’ Ehefrau. Die Ehe wird zur Katastrophe und im Lauf der Geschichte innerhalb der Forsyte-Familie zu weitreichenden Konsequenzen führen. Wegen ihrer unglücklichen Ehe beginnt Irene schon bald ein Verhältnis mit dem Architekten Philip Bosinney, der eigentlich mit Jolyons Tochter June Forsyte verlobt ist. Soames Forsyte hatte ihn damit beauftragt, für sich und Irene ein prunkvolles, repräsentatives Haus zu bauen. Irene bittet Soames, sie gehen zu lassen, doch dieser sieht Irene längst als seinen Besitz an. Sein gesellschaftlicher Stand und sein Selbstverständnis als Mann lässt ein solches, letztlich unvermeidbares Zugeständnis nicht zu. Als Soames erkennt, dass Irene wild entschlossen ist, ihn zu verlassen, entbindet er Bosinney von seiner Aufgabe und wird massiv übergriffig: In seiner rasenden Eifersucht vergewaltigt Soames Irene. Die verlässt ihn daraufhin, und ein Graben unversöhnlichen Hasses tut sich in den kommenden Jahrzehnten zwischen den beiden Noch-Eheleuten auf.
Irene Forsyte ist zwar ihrem verhassten Gatten entkommen, doch das Glück mit Philip Bosinney erfährt ein jähes Ende, da dieser bei einem Unfall umkommt. Kurz vor der Jahrhundertwende hat Soames ein Einsehen und gibt Irenes Wunsch nach einer Scheidung endlich nach. Als es aus diesem Grund zu einer Wiederbegegnung kommt, erwacht seine Liebe zu Irene jedoch aufs Neue. Irene hat sich jedoch in der vergangenen Zeit mit dem charmanten Schwerenöter Jolyon, den Soames wegen seines in dessen Augen liederlichen Lebenswandels noch nie ausstehen konnte, angefreundet, und aus beiden ist ein Paar geworden. Die Jahre der Trennung haben Irene gegenüber Soames nicht milder gestimmt; sie begegnet ihm mit Eiseskälte und wirft ihrem Ex-Gatten nur blanke Verachtung entgegen. Helene Forsyte stirbt, sodass Jolyon nun endlich für Irene frei ist. Die bringt schließlich den nächsten Jolyon Forsyte zur Welt, den aber alle nur „Jon“ nennen. Auch Soames hat eine neue Liebe gefunden, die Französin Annette Lamotte. Erstmals wird er Vater einer Tochter namens Fleur, ein charmantes, aber recht kapriziöses Mädchen, das Soames geradezu vergöttert und verwöhnt. Fleur ahnt jedoch, dass es in der Vergangenheit ihres Vaters ein schreckliches Geheimnis gibt, das ihn bis zum heutigen Tag umtreibt.
Vier Jahrzehnte sind seit Beginn der Geschichte ins Land gezogen. Im Jahre 1920 begegnen sich Irenes und Jolyons Sohn Jon und Soames’ Tochter Fleur in einer Kunstgalerie. Die beiden jungen Leute wissen nichts vom Hass ihrer Eltern aufeinander, doch Fleur erkennt bald, dass die tiefe Ablehnung, auf die ihre blühende Liebe zu Jon stößt, etwas mit ihrem Vater und Jons Mutter zu tun haben muss. Fleurs Beziehung zu Jon zerbricht, als Vater Jolyon Jon von Soames‘ einstigem Vergehen an Jons Mutter erzählt. Dann stirbt Jolyon überraschend, und Irene bleibt allein zurück. Jon hält nichts mehr in England. Er will alles hinter sich lassen, übersiedelt mit seiner geliebten Mutter ins Ausland und arbeitet als Farmer. Fleur heiratet derweil einen jungen Adeligen, Baron Michael Mont. Diese Ehe verläuft unglücklich. Als Jon und Irene nach England zurückkommen, trifft der Heimkehrer erneut auf seine verflossene Liebe Fleur. Nun kommt es auch endlich zur Aussprache zwischen Irene und dem greisen Soames. Sie zeigt einen Hauch von Milde und vergibt Soames sein abscheuliches Verhalten von einst. Die neu entflammte Leidenschaft zwischen Fleur und dem mittlerweile ebenfalls verheirateten Jon ist kaum mehr als ein Strohfeuer, und in ihrer daraus entspringenden Verzweiflung kommt es zu einem Feuer in Soames’ Haus. Der rettet unter Einsatz seines eigenen Lebens Fleur vor dem Feuertod. Schließlich stirbt Soames in Fleurs Armen als einsamer, gebrochener und trotz der finalen Versöhnung mit Irene am und im Leben gescheiterter Mann.

## Produktion
Die 1965/66 gedrehte Serie wurde im Ursprungsland Großbritannien ab dem 7. Januar bis zum 1. Juli 1967 wöchentlich ausgestrahlt. Hier besaßen die einzelnen Folgen eine Länge von rund 50 Minuten.

## Ausstrahlung
Die deutsche Erstausstrahlung der 45-minütigen Episoden fand im Ein-Wochen-Takt jeweils sonntags um 17:25 Uhr in der ARD zwischen dem 4. Februar und dem 29. Juli 1973 statt. 1977 wurde infolge starken Drängens seitens der Zuschauer die Serie in den Dritten Programmen der ARD wiederholt.
Die einzelnen Episoden heißen:
- 1. Die Hochzeit (A Family Festival)
- 2. Familienskandal (A Family Scandal)
- 3. Unter einer Bedingung (The Pursuit of Happiness)
- 4. Dinner bei Swithin (Dinner at Swithin’s)
- 5. Ein Mann des Hauses (A Man of Property)
- 6. Der Freibeuter (Decisions)
- 7. Der Prozeß (Into the Dark)
- 8. Spätsommer in Robin Hill (Indian Summer of a Forsyte)
- 9. Besuch in Soho (In Chancery)
- 10. Val und Holly (The Challenge)
- 11. Eine neue Verbindung (In the Web)
- 12. Zeitenwende (Birth of a Forsyte)
- 13. Die Begegnung (Encounter)
- 14. Schatten der Vergangenheit (Conflict)
- 15. Die Wahrheit (To Let)
- 16. Konflikte (A Family Wedding)
- 17. Der weiße Affe (The White Monkey)
- 18. L’après-midi d’une Dyrade (Afternoon of a Dyrad)
- 19. Die dritte Generation (No Retreat)
- 20. Francis und Marjorie (A Silent Wooing)
- 21. Die Antrittsrede (Action for Libel)
- 22. Sieg und Niederlage (The Silver Spoon)
- 23. Der Streik (Strike)
- 24. Ein Nachmittag in Ascot (Afternoon in Ascot)
- 25. Nur der Mond … (Portrait of Fleur)
- 26. Schwanengesang (Swan Song)

## Rezeption

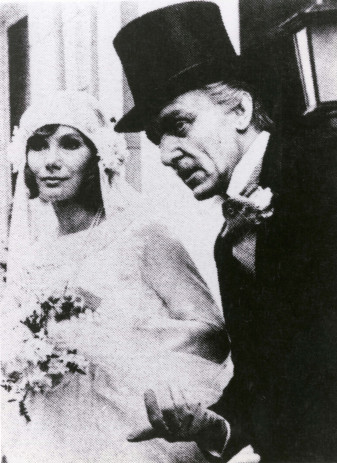
Eric Porter als Soames Forsyte und Susan Hampshire in der Rolle seiner Tochter Fleur Forsyte

Die Serie stieß nicht nur 1967 in Großbritannien, sondern 1973 trotz seiner Schwarz-Weiß-Gebung – das Farbfernsehen hatte in Deutschland bereits sechs Jahre zuvor Einzug gehalten – auch bei seiner überaus späten Premiere im deutschen Fernsehen auf ein überwiegend positives Echo. Vor allem die darstellerische Leistung Eric Porters (Foto rechts in einer Szene mit Filmtochter Susan Hampshire als Fleur Forsyte) als grimmiger und im Laufe der Jahrzehnte innerlich versteinerter Familienpatriarch Soames Forsyte wurde gelobt, denn dieser gab „eine exzellente Porträtierung eines viktorianischen, in Konventionen erstarrten, steifleinenen Angehörigen der Londoner Upper Class.“ Porter war der einzige Interpret, der in sämtlichen 26 Folgen mitwirkte. Auch die Programmzeitschrift Hörzu zeigte sich begeistert und warnte seine Leser davor, bloß keine Folge zu verpassen: „Wer ein, zwei Folgen versäumt, kommt bei den Forsytes nicht mehr mit. … Bedenken Sie, falls Sie Forsyte-Fan sind und bleiben wollen: Die nächsten 22 Sonntage, die nächsten fünf Monate lang müssen Sie Ihre Freizeit so einteilen, daß Sie und Ihre Familie allsonntäglich pünktlich um 17.25 Uhr … um den Fernsehapparat versammelt sind.“.
Es gab aber auch kritische Stimmen, wie Der Spiegel anlässlich der Deutschland-Premiere 1973 erinnerte: „Es sei ihm »fast unmöglich«, schrieb 1967 im ersten »Forsyte«-Frühling der Rezensent des »Guardian«, »auch nur ein Wort über die »Forsyte Saga' zu schreiben, ohne in Wut zu geraten« – am meisten jedoch ärgerte er sich »über die liebevolle Art, mit der jeder sie sich ans Herz drückt«. Im »New York Times Magazine« kam der englische Schriftsteller Anthony Burgess zum Schluss: »Die »Forsyte Saga' ist deshalb ein so großer Fernseh-Triumph, weil schon Galsworthys Konzeption annähernd die Plumpheit und melodramatische Einfalt einer hervorragenden Seifenoper hatte.«“

## Auszeichnungen
- Eric Porter erhielt 1968 in der Kategorie Bester Schauspieler den BAFTA TV Award.
- Produzent Donald B. Wilson erhielt ebenfalls einen BAFTA TV Award.
- Susan Hampshire erhielt 1970 als Beste Schauspielerin einen Primetime Emmy.

## Wissenswertes
(Quelle: )
- Die Forsyte-Saga war die letzte Schwarzweiß-Fernsehfilmproduktion, die die BBC produzierte.
- Mit 250.000 Pfund Stirling Produktionskosten war Die Forsyte-Saga die bis dahin teuerste BBC-Produktion überhaupt.
- Die Forsyte-Saga war auch die erste britische Fernsehproduktion, die in die Sowjetunion verkauft werden konnte
- Um Die Forsyte-Saga überhaupt fürs Fernsehen adaptieren zu können, musste die BBC erst einmal die Verfilmungsrechte am Roman von der Hollywood-Produktionsfirma MGM, die 1949 den Roman unter dem Titel That Forsyte Woman umgesetzt hatte, zurückkaufen.
- Der enorme Publikumserfolg 1967 bei der Erstausstrahlung von Die Forsyte-Saga führte dazu, dass bereits im darauf folgenden Jahr 1968 die Serie, diesmal auf BBC 1, erneut ausgestrahlt wurde. Auch diesmal erwies sich die Produktion als veritabler Straßenfeger: Bis zu 18 Millionen Zuschauer schalteten auf den Britischen Inseln bei jeder Folge ein. Um nicht in Konkurrenz zu dem Programm zu geraten, schlossen sogar Pubs vorher und wurden Gottesdienste zeitlich verlegt.
- In Deutschland blieb die Erfolgsserie sechs Jahre lang unbeachtet. Erst der frankophilie WDR-Fernsehdirektor Peter Scholl-Latour, der diese Produktion 1970/71 im ORTF (neben weiteren knapp 13,5 Millionen Zuschauern) sah, animierte seine ARD-Kollegen zum Ankauf der Forsyte-Saga. Die deutsche Bearbeitung erfolgte im Studio Hamburg, Gesamtkosten für Lizenzgebühren und Synchron lagen bei knapp einer Million DM.[4]

- Der Erfolg der deutschen Fernsehpremiere führte auch dazu, dass es zu einer Neuauflage des Galsworthy-Romans kam.
- Der weltweite Erfolg von Die Forsyte-Saga veranlasste britische Sender dazu, weitere Familiensagen mit historischem Hintergrund zu drehen, von denen in Deutschland vor allem die Serie Das Haus am Eaton Place (ausgestrahlt im ZDF) aber ein Jahrzehnt später auch Wiedersehen mit Brideshead (ausgestrahlt in der ARD) eine große Zuschauerschaft fand.
- 2002 wurde eine Serienneuverfilmung von The Forsyte Saga im britischen Fernsehen ausgestrahlt, die aus lediglich zehn Folgen bestand.

## Synchronisation
| Rolle                   | Darsteller        | Synchronsprecher    |
| ----------------------- | ----------------- | ------------------- |
| Soames Forsyte          | Eric Porter       | Helmo Kindermann    |
| Irene Forsyte           | Nyree Dawn Porter | Renate Pichler      |
| Jolyon Forsyte          | Kenneth More      | Paul Edwin Roth     |
| Philip Bosinney         | John Bennett      | Volker Lechtenbrink |
| James Forsyte           | John Welsh        | Hans Paetsch        |
| George Forsyte          | John Barcroft     | Peter Kirchberger   |
| Montague 'Monty' Dartie | Terence Alexander | Rolf Mamero         |
| Onkel Timothy Forsyte   | John Baskcomb     | Alexander Welbat    |
| Tante Juley Small       | Nora Nicholson    | Ida Ehre            |